# Aplastodiscus eugenioi
Az Aplastodiscus eugenioi a kétéltűek (Amphibia) osztályának békák (Anura) rendjébe és a levelibéka-félék (Hylidae) családjába tartozó faj.

## Előfordulása
A faj Brazília endemikus faja, az országon belül São Paulo államban és Rio de Janeiro állam délnyugati részén honos. Természetes élőhelye a trópusi vagy szubtrópusi nedves síkvidéki erdők, folyók. A fajra élőhelyének elvesztése jelent fenyegetést.